# Décès en octobre 1918
Décès
- 1914
- 1915
- 1916
- 1917
- 1918
- 1919
- 1920
- 1921
- 1922

Pour une information complémentaire, voir la page d'aide.

| Date       | Nom                | Pays              | Activités                     | Âge | Source |
| ---------- | ------------------ | ----------------- | ----------------------------- | --- | ------ |
| 19 octobre | Joseph Jean Bougie | Drapeau du Canada | Hockeyeur sur glace canadien. | 31  |        |